# Aeroportul Internațional Inca Manco Cápac
Aeroportul Internațional Inca Manco Cápac (IATA: JUL, ICAO: SPJL) este un aeroport din Juliaca, Juliaca District⁠(d), San Román Province⁠(d), Puno, Peru ce deservește zona Juliaca. Aeroportul a fost tranzitat în 2022 de 482.971 de pasageri.
Situat la o altitudine de 3.826 m, aeroportul dispune de o singură pistă. Este operat de Aeropuertos Andinos del Perú⁠(d).